# Udell (Iowa)
Udell – miasto w Stanach Zjednoczonych, w stanie Iowa, w hrabstwie Appanoose. W 2000 roku liczyło 58 mieszkańców.